# Chó Corgi Pembroke Wales
Chó Corgi Pembroke Wales (tiếng Anh:Pembroke Welsh Corgi, tiếng Wales nghĩa là "chú chó lùn") là giống chó chăn gia súc có nguồn gốc từ Pembrokeshire, xứ Wales. Nó là một trong hai giống được biết đến với tên gọi chung là Chó Corgi xứ Wales. Giống chó còn lại là giống Chó Corgi Cardigan Wales và cả hai đều có tổ tiên là giống chó đuôi cuộn kiểu Bắc Cực (ví dụ bao gồm cả giống chó Husky Siberia). Một lý thuyết khác là Pembroke có tổ tiên từ giống chó Vallhund Thụy Điển, được lai với chó chăn cừu Wales. Chó Corgi Pembroke Wales là hậu duệ của hai giống Corgi và là một giống riêng biệt và đặc biệt từ giống chó Cardigan. Corgi là một trong những con chó có kích thước nhỏ nhất trong nhóm chó dẫn đàn. Chó Corgi Pembroke Wales nổi tiếng là giống ưa thích của Nữ hoàng Elizabeth II, người đã sở hữu hơn 30 con trong triều đại của mình. Những con chó này đã được ưa chuộng bởi hoàng gia Anh trong hơn bảy mươi năm, nhưng trong số cộng đồng những người Anh, giống chó này gần đây đã rơi vào sự suy giảm về tính phổ biến và nhu cầu.
Chó Corgi Pembroke Wales đã được xếp hạng # 11 trong The Intelligence of Dogs của Stanley Coren và được coi là một con chó làm việc xuất sắc. Theo Câu lạc bộ Chăm sóc Chó Hoa Kỳ, Chó Corgi Pembroke Wales được xếp hạng là giống chó phổ biến nhất thứ 20 trong năm 2015.